# Pallacanestro ai VII Giochi della Francofonia
Il torneo di pallacanestro ai VII Giochi della Francofonia si è svolto ad Nizza, nel 2013.
Si è svolto solo il torneo femminile.

## Medagliere
| Posiz. | Nazione        | Oro | Argento | Bronzo | Totale |
| ------ | -------------- | --- | ------- | ------ | ------ |
| 1      | Costa d'Avorio | 1   | 0       | 0      | 1      |
| 2      | Vallonia       | 0   | 1       | 0      | 1      |
| 3      | Camerun        | 0   | 0       | 1      | 1      |
| Totale | Totale         | 1   | 1       | 1      | 3      |